# 좀말벌
좀말벌(영어: yellow-vented hornet, 학명: Vespa analis 베스파 아날리스[*])은 말벌속에 속하는 말벌의 일종으로, 몸길이는 대개 2~3cm 정도이다. 말레이 반도에 주로 분포하나 한국·중국 등지의 혼효림에서도 분포한다.